# Giải bóng đá các ngôi sao Qatar
Giải bóng đá các ngôi sao Qatar (tiếng Ả Rập: دوري نجوم قطر, tiếng Anh: Qatar Stars League - QSL), còn được gọi là QNB Stars League vì lý do tài trợ, là giải bóng đá chuyên nghiệp cấp cao nhất trong hệ thống các giải bóng đá Qatar. Giải bao gồm 12 đội bóng và hoạt động theo hệ thống thăng hạng và xuống hạng với Giải hạng Nhì Qatar (QSD). Một mùa giải QSL thường kéo dài từ tháng 9 đến tháng 4 năm sau.
Mùa giải đầu tiên của giải đấu được diễn ra vào năm 1963 mặc dù mùa giải chính thức đầu tiên được diễn ra vào năm 1972. Câu lạc bộ giành được nhiều chức vô địch nhất là Al Sadd SC với 15 lần. Giải đấu hiện có 12 câu lạc bộ, trong đó một câu lạc bộ sẽ xuống hạng để nhường chỗ cho câu lạc bộ được thăng hạng vào năm sau.
Hệ thống giải đấu Qatar bao gồm 4 giải đấu cúp trong nước mà các câu lạc bộ này có thể tham gia: Cúp Emir of Qatar dành cho tất cả các đội ở cả giải hạng nhất và hạng nhì; Cúp Thái tử Qatar, một giải đấu sau mùa giải dành cho bốn đội đứng đầu bảng xếp hạng ở giải hạng nhất; Sheikh Jassem Cup, giải đấu tiền mùa giải cho các đội hạng nhất và Qatar Stars Cup, một giải đấu vòng tròn diễn ra vào giữa mùa giải. Kể từ khi giải đấu được thành lập, đã có tổng cộng 8 câu lạc bộ giành được chức vô địch.

## Cấu trúc giải đấu
Có 2 hạng đấu trong hệ thống bóng đá Qatar và sẽ có một câu lạc bộ thăng hạng và xuống hạng mỗi năm ngoại trừ các mùa giải mở rộng. Qatar Stars League, trước đây được gọi là Q-League hiện có 14 đội, trong đó giải hạng 2 gồm 18 đội. Bốn câu lạc bộ đứng đầu ở cuối mùa giải chính giải hạng nhất tham dự Cúp Thái tử Qatar, được thành lập vào mùa giải 1994/95.
Qatar Stars League đã dần dần mở rộng kể từ đầu thập kỷ khi nâng từ 9 câu lạc bộ lên 10 câu lạc bộ, và sau đó là 12 câu lạc bộ cho đến nay kể từ Giải VĐQG Qatar 2009-10. Có thông báo rằng trong mùa giải 2013-14, số câu lạc bộ ở giải hạng nhất sẽ tăng lên 14 trong khi giải hạng hai sẽ tăng lên 18 câu bao gồm các đội dự bị của các câu lạc bộ ở giải hạng trên.
Hiện có 4 giải bóng đá nghiệp dư chính thức ở Qatar. Ba giải đấu nghiệp dư thuộc thẩm quyền của Liên đoàn Bóng đá Cộng đồng Qatar (QCFL), được thành lập bởi Ủy ban Tối cao về Phân phối & Di sản, và giải đấu thứ tư, được gọi là Giải bóng đá nghiệp dư Qatar (QAL) được QFA công nhận. Được thành lập vào tháng 11 năm 2013, QAL có 14 đội, tất cả đều được thành lập thông qua chính phủ, các lĩnh vực chính trị và xã hội của đất nước.
Ngày 15 tháng 4 năm 2009, ban tổ chức thông báo rằng không có câu lạc bộ nào sẽ xuống hạng vào mùa giải Qatar Stars League 2008–09 với lý do mở rộng số lượng đội, tuy nhiên thông báo được đưa ra khi chỉ còn một vòng đấu. Năm đó, giải đấu hàng đầu mở rộng thành 12 câu lạc bộ. Vào tháng 5 năm 2013, QFA tăng thêm hai đội nữa, qua đó nâng tổng số câu lạc bộ ở hạng đấu cao nhất lên thành 14.

## Lịch sử

### Lịch sử ban đầu
Mùa giải không chính thức đầu tiên của Qatar Stars League là mùa giải 1963–64, 3 năm sau khi QFA được thành lập. Giải hạng nhì cũng được tạo ra trong thời gian này. Trong nhiều năm, không có hệ thống thăng hạng hay xuống hạng. Al-Maref, câu lạc bộ đại diện cho Bộ Giáo dục, đã bị giải thể vào năm 1966-67 theo quyết định của QFA và các cầu thủ của  đội đã chuyển sang chơi cho các câu lạc bộ khác.

### Mùa giải chính thức đầu tiên
Vào năm 1972–73, mùa giải chính thức đầu tiên được diễn ra. Al Estaqlal, hiện có tên là Qatar SC, đã giành chức vô địch đầu tiên.
Lần đầu tiên có một trận playoff tranh chức vô địch là vào năm 1980 giữa Al Sadd và Al Arabi. Al Sadd đã thắng với tỉ số 1–0.
Mặc dù giải hạng nhì đã ra đời được một thời gian nhưng không có hệ thống xuống hạng hay thăng hạng. Tuy nhiên vào năm 1981,thể thức này lần đầu tiên được đưa vào sử dụng. Năm câu lạc bộ tham gia giải hạng hai năm đó.
Trong năm 1984–85, không có đội xuống hạng hay thăng hạng do thiếu cầu thủ khi các thành viên của đội tuyển bóng đá quốc gia Qatar đang chuẩn bị cho vòng loại FIFA World Cup 1986.
Vào năm 1994, QFA đã đưa ra một hệ thống mới trong đó các trận đấu kết thúc với tỷ số hòa sẽ kết thúc bằng loạt sút luân lưu để xác định đội thắng trong một mùa giải. Điều này đã được thực hiện nhằm cải thiện số lượng khán giả đến sân.
Ba câu lạc bộ hạng Nhì đã giải thể vào mùa giải 1990: Al Nasr, Al Tadamon và Al Nahda. Nhiều cầu thủ của họ đã chuyển sang chơi cho các câu lạc bộ ở giải VĐQG và trở thành những cầu thủ nổi bật trong lịch sử bóng đá Qatar như Fahad Al Kuwari, Ahmed Al Kuwari và Hamad Al Khalifa. Sau khi các câu lạc bộ này giải thể, không còn thể thức xuống hạng, thăng hạng trong 5 năm. Mùa giải 1995/96, giải hạng hai được tổ chức trở lại với năm câu lạc bộ, trong khi đó có mười câu lạc bộ tham gia giải hạng nhất 
Một cách khác mà QFA đã cố gắng để phát triển giải đấu chính là việc phân bổ cho mỗi câu lạc bộ đang chơi tại Q-League số tiền 10.000.000 USD để mua những cầu thủ nước ngoài có tên tuổi nhằm tăng độ nổi tiếng vào năm 2003 và đã đạt được thành công. Những cầu thủ như Ronald và Frank de Boer, Romário, Pep Guardiola, Fernando Hierro, Marcel Desailly, Stefan Effenberg, Claudio Caniggia và Gabriel Batistuta đã xuất hiện tại giải đấu.
Ngoài ra, vào năm 2004, Học viện Aspire đã được thành lập nhằm cung cấp các cơ sở đào tạo cho các cầu thủ trẻ nhằm nâng cao tiêu chuẩn bóng đá không chỉ ở Qatar mà còn ở cấp độ quốc tế. Nhiều cầu thủ đáng chú ý đã tốt nghiệp học viện như Abdelkarim Hassan, Saad Al Sheeb và Ibrahim Majid.

### Đổi tên thành Qatar Stars League
Trong năm 2009, không có câu lạc bộ nào xuống hạng từ giải VĐQG. Sự xuất hiện của Lekhwiya và El Jaish có nghĩa là giải hạng nhì sẽ mất đi hai câu lạc bộ để nâng tổng số đội ở giải hạng nhất lên 12 và giảm số đội ở giải hạng nhì còn 6. Là một phần của chiến dịch mở rộng giải đấu, "Q-League" đổi tên thành "Qatar Stars League" cúp quốc nội mới đã được thành lập với tên gọi "Qatar Stars Cup".

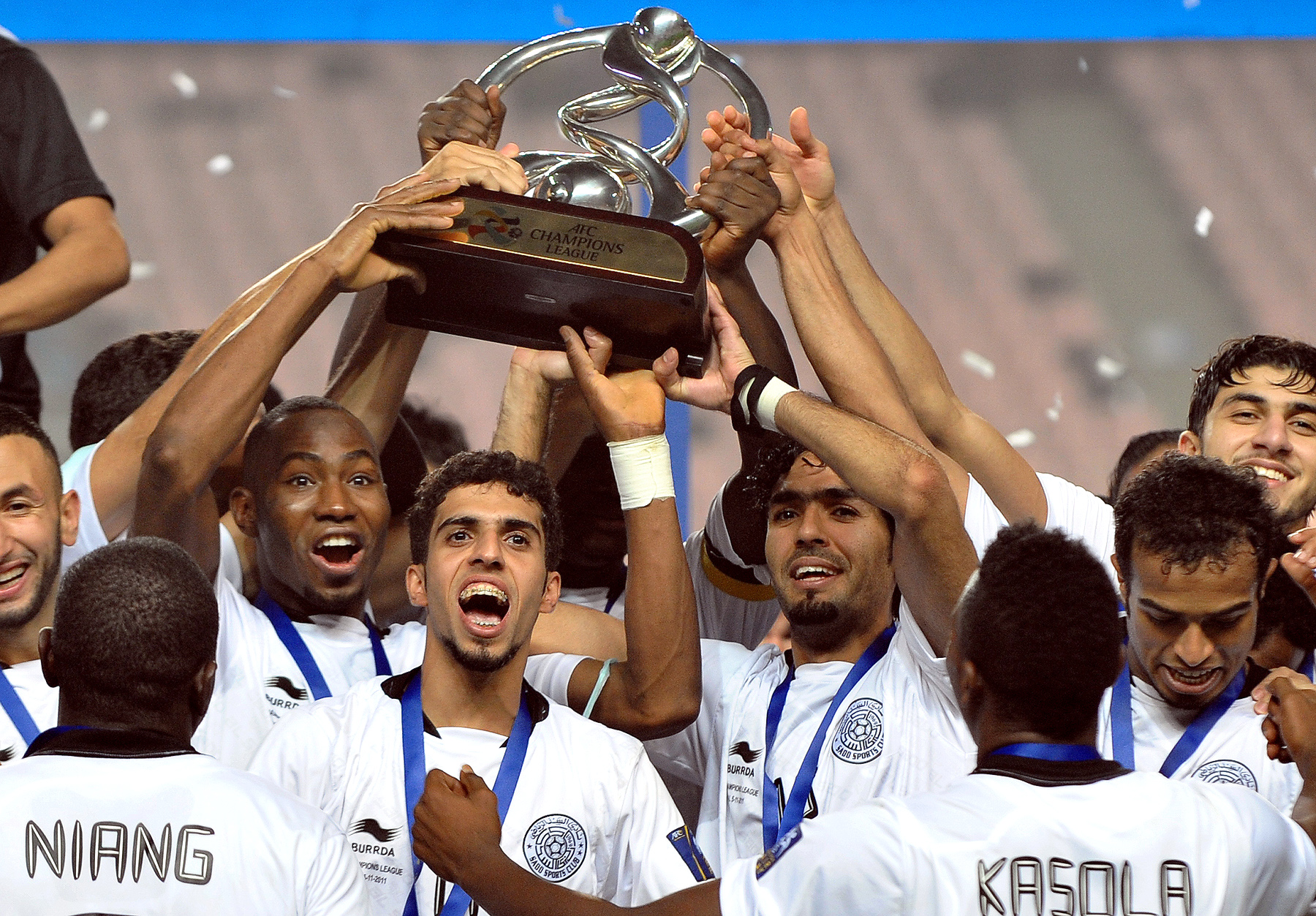
Al Sadd là đội thành công nhất tại giải đấu

## Câu lạc bộ

### Đội vô địch
| Câu lạc bộ | Số lần vô địch | Năm vô địch |
| ---------- | -------------- | --- |
| Al-Sadd    | 17             | 1971–72, 1973–74, 1978–79, 1979–80, 1980–81, 1986–87, 1987–88, 1988–89, 1999–00, 2003–04, 2005–06, 2006–07, 2012–13, 2018–19, 2020–21, 2021–22, 2023–24 |
| Al-Duhail  | 8              | 2010–11, 2011–12, 2013–14, 2014–15, 2016–17, 2017–18, 2019–20, 2022–23                                                                                  |
| Al-Rayyan  | 8              | 1975–76, 1977–78, 1981–82, 1983–84, 1985–86, 1989–90, 1994–95, 2015–16                                                                                  |
| Qatar SC   | 8              | 1966-67, 1967-68, 1968-69, 1969-70, 1970-71, 1972–73, 1976–77, 2002–03                                                                                  |
| Al-Arabi   | 7              | 1982–83, 1984–85, 1990–91, 1992–93, 1993–94, 1995–96, 1996–97                                                                                           |
| Al-Gharafa | 7              | 1991–92, 1997–98, 2001–02, 2004–05, 2007–08, 2008–09, 2009–10                                                                                           |
| Al-Wakrah  | 2              | 1998–99, 2000–01 |

### Mùa giải 2022–23
| Qatar Stars League | Qatar Stars League | Qatar Stars League           | Qatar Stars League |
| Câu lạc bộ         | Vị trí             | Sân vận động                 | Năm thành lập      |
| ------------------ | ------------------ | ---------------------------- | ------------------ |
| Al Ahli SC         | Doha               | Hamad bin Khalifa Stadium    | 1950               |
| Al-Arabi SC        | Doha               | Grand Hamad Stadium          | 1952               |
| Al-Duhail SC       | Doha               | Abdullah bin Khalifa Stadium | 2009               |
| Al-Gharafa SC      | Doha               | Thani bin Jassim Stadium     | 1979               |
| Al-Markhiya SC     | Al-Markhiya        | Al-Markhiya Stadium          | 1995               |
| Al-Rayyan SC       | Al Rayyan          | Ahmed Bin Ali Stadium        | 1967               |
| Al Sadd SC         | Al Sadd            | Jassim Bin Hamad Stadium     | 1969               |
| Al-Sailiya SC      | Doha               | Hamad bin Khalifa Stadium    | 1950               |
| Al-Shamal SC       | Madinat ash Shamal | Al-Shamal SC Stadium         | 1980               |
| Al-Wakrah SC       | Al Wakrah          | Al Janoub Stadium            | 1959               |
| Qatar SC           | Doha               | Suheim bin Hamad Stadium     | 1959               |
| Umm Salal SC       | Umm Salal          | Thani bin Jassim Stadium     | 1979               |

### Tổng số danh hiệu giành được theo khu vực
| Vùng      | Số danh hiệu | Câu lạc bộ                                                                     |
| --------- | ------------ | ------------------------------------------------------------------------------ |
| Doha      | 40           | Al-Sadd SC (16), Qatar SC (8), Al-Arabi SC (7), Al-Duhail SC (7), Al Maref (3) |
| Al Rayyan | 15           | Al-Rayyan SC (8), Al-Gharafa SC (7)                                            |
| Al Wakrah | 2            | Al-Wakrah SC (2)                                                               |

## Truyền thông

### Qatar
Vào năm 2012, Alkass Sports đã ký một thỏa thuận để có bản quyền phát sóng Stars League bằng tiếng Anh. beIN Sports cũng đã mua bản quyền phát sóng Stars League.
| Mùa giải  | Kênh truyền hình |
| --------- | ---------------- |
| 1972–2012 | không có         |
| 2012–nay  | Alkass Sports    |
| 2012–nay  | beIN Sports      |

### Quốc tế
| Mùa giải | Quốc gia | Kênh truyền hình |
| -------- | -------- | ---------------- |
| 2023–nay | Brasil   | Paramount+       |
| 2023–nay | Hàn Quốc | SPOTV            |
| 2023–nay | ASEAN    | SPOTV            |

## Giải thưởng
Một hệ thống các giải thưởng đã được tạo vào năm 2006, trong đó cầu thủ và huấn luyện viên xuất sắc nhất mùa bóng đá sẽ được lựa chọn bởi một hội đồng các nhà báo. Mỗi người chiến thắng giải thưởng sẽ nhận được 100.000 USD. Ngoài ra còn có các giải thưởng dành cho các cầu thủ trẻ và nhân viên câu lạc bộ.
| Năm  | Cầu thủ của năm      | Câu lạc bộ   | Huấn luyện viên của năm | Câu lạc bộ    |
| ---- | -------------------- | ------------ | ----------------------- | ------------- |
| 2006 | Sebastián Soria      | Al Gharafa   | Jorge Fossati           | Al Sadd       |
| 2007 | Emerson Sheik        | Al Sadd      | Jorge Fossati           | Al Sadd       |
| 2008 | Aziz Ben Askar       | Umm Salal    | Marcos Paquetá          | Al Gharafa    |
| 2009 | Leonardo Pisculichi  | Al Arabi     | Sebastião Lazaroni      | Qatar SC      |
| 2010 | Juninho Pernambucano | Al Gharafa   | Caio Júnior             | Al Gharafa    |
| 2011 | Bakari Koné          | Lekhwiya     | Abdullah Mubarak        | Al Ahli       |
| 2012 | Rodrigo Tabata       | Al-Rayyan    | Diego Aguirre           | Al-Rayyan     |
| 2013 | Khalfan Ibrahim      | Al Sadd      | Hussein Amotta          | Al Sadd       |
| 2014 | Nadir Belhadj        | Al Sadd      | Sami Trabelsi           | Al-Sailiya SC |
| 2015 | Hassan Al-Haydos     | Al Sadd      | Michael Laudrup         | Lekhwiya SC   |
| 2016 | Rodrigo Tabata       | Al-Rayyan    | Jorge Fossati           | Al-Rayyan     |
| 2017 | Nam Tae-hee          | Lekhwiya     | Jesualdo Ferreira       | Al Sadd       |
| 2018 | Youssef Msakni       | Al-Duhail SC | Djamel Belmadi          | Al-Duhail SC  |
| 2019 | Akram Afif           | Al Sadd      | Jesualdo Ferreira       | Al Sadd       |
| 2020 | Akram Afif           | Al Sadd      | Diego Aguirre           | Al-Rayyan     |
| 2021 | Santi Cazorla        | Al Sadd      | Xavi                    | Al-Sadd       |
| 2022 | Akram Afif           | Al Sadd      | Tintín Márquez          | Al-Wakrah     |
| 2023 | Youssef Msakni       | Al Arabi     | Younes Ali              | Al Arabi      |

## Vua phá lưới
Nguồn:
| Năm       |                          | Cầu thủ                                          | Đội                               | Bàn           |
| 1972–73   | Qatar                    | Awodh Hassan                                     | Al-Esteqlal                       | 10            |
| 1973–74   | Qatar                    | Mansoor Muftah                                   | Al-Rayyan                         | 15            |
| 1974–75   | không tổ chức            | không tổ chức                                    | không tổ chức                     | không tổ chức |
| 1975–76   | Qatar · Liban            | Jamal Al Khatib                                  | Al-Esteqlal                       | 8             |
| 1976–77   | Qatar                    | Mansoor Muftah                                   | Al-Rayyan                         | 13            |
| 1977–78   | Qatar                    | Mansoor Muftah                                   | Al-Rayyan                         | 11            |
| 1978–79   | Qatar                    | Hassan Mattar                                    | Al-Sadd SC                        | 11            |
| 1979–80   | Qatar · Qatar · Ai Cập   | Hamdan Hamed Badr Bilal Sharif Abdul-Hamed       | Al Ahli SC Al-Sadd SC Qatar SC    | ?             |
| 1980–81   | Qatar                    | Hassan Mattar                                    | Al-Sadd SC                        | 9             |
| 1981–82   | Qatar                    | Mansoor Muftah                                   | Al-Rayyan SC                      | 19            |
| 1982–83   | Qatar                    | Mansoor Muftah                                   | Al-Rayyan SC                      | 10            |
| 1983–84   | Qatar                    | Mansoor Muftah                                   | Al-Rayyan SC                      | 7             |
| 1984–85   | Qatar                    | Ahmed Yaqoub                                     | Al-Arabi SC                       | 7             |
| 1985–86   | Qatar                    | Mansoor Muftah                                   | Al-Rayyan SC                      | 20            |
| 1986–87   | Qatar                    | Hassan Sabela                                    | Al Ahli SC                        | 9             |
| 1987–88   | Qatar                    | Hassan Jowhar                                    | Al-Sadd SC                        | 11            |
| 1988–89   | Iran                     | Farshad Pious                                    | Al Ahli SC                        | 9             |
| 1989–90   | Brasil                   | Marco Antônio                                    | Al-Arabi SC                       | 10            |
| 1990–91   | Qatar · Qatar · Qatar    | Mahmoud Soufi Adel Khamis Hassan Sabela          | Al-Ittihad Al Ahli SC             | 10            |
| 1991–92   | Qatar · Algérie          | Mubarak Mustafa Rabeh Madjer                     | Al Arabi SC Qatar SC              | 8             |
| 1992–93   | Qatar                    | Mubarak Mustafa                                  | Al Arabi SC                       | 9             |
| 1993–94   | Iraq                     | Ahmed Radhi                                      | Al-Wakrah SC                      | 16            |
| 1994–95   | Qatar                    | Mohammed Salem Al-Enazi                          | Al-Rayyan SC                      | 9             |
| 1995–96   | Nigeria                  | Ricky Owubokiri                                  | Al-Arabi SC                       | 16            |
| 1996–97   | Qatar · Sénégal          | Mubarak Mustafa Alboury Lah                      | Al-Arabi SC Al Ahli SC            | 11            |
| 1997–98   | Maroc · Sénégal · Brasil | Hussein Amotta Alboury Lah Cláudio Mendes Prates | Al-Sadd SC Al Ahli SC Al-Arabi SC | 10            |
| 1998–99   | Angola                   | Fabrice Akwa                                     | Al-Wakrah SC                      | 11            |
| 1999–2000 | Qatar                    | Mohammed Salem Al-Enazi                          | Al-Rayyan SC                      | 14            |
| 2000–01   | Sénégal                  | Mamoun Diop                                      | Al-Wakrah SC                      | 14            |
| 2001–02   | Algérie                  | Rachid Amrane                                    | Al-Ittihad                        | 16            |
| 2002–03   | Maroc                    | Rachid Rokki                                     | Al-Khor SC                        | 15            |
| 2003–04   | Argentina                | Gabriel Batistuta                                | Al-Arabi SC                       | 25            |
| 2004–05   | Brasil                   | Sonny Anderson                                   | Al-Rayyan SC                      | 20            |
| 2005–06   | Ecuador                  | Carlos Tenorio                                   | Al-Sadd SC                        | 21            |
| 2006–07   | Iraq                     | Younis Mahmoud                                   | Al-Gharafa SC                     | 24            |
| 2007–08   | Brasil                   | Clemerson de Araújo                              | Al-Gharafa SC                     | 27            |
| 2008–09   | Brasil                   | Magno Alves                                      | Umm Salal SC                      | 25            |
| 2009–10   | Brasil · Iraq            | Cabore Younis Mahmoud                            | Al-Arabi SC Al-Gharafa SC         | 21            |
| 2010–11   | Iraq                     | Younis Mahmoud                                   | Al-Gharafa SC                     | 15            |
| 2011–12   | Brasil                   | Adriano                                          | El Jaish SC                       | 18            |
| 2012–13   | Qatar                    | Sebastián Soria                                  | Lekhwiya SC                       | 19            |
| 2013–14   | Cộng hòa Dân chủ Congo   | Dioko Kaluyituka                                 | Al Ahli SC                        | 22            |
| 2014–15   | Cộng hòa Dân chủ Congo   | Dioko Kaluyituka                                 | Al Ahli SC                        | 25            |
| 2015–16   | Maroc · Qatar            | Abderrazak Hamdallah Rodrigo Tabata              | El Jaish SC Al Rayyan             | 21            |
| 2016–17   | Maroc                    | Youssef El-Arabi                                 | Al-Duhail SC                      | 24            |
| 2017–18   | Maroc                    | Youssef El-Arabi                                 | Al-Duhail SC                      | 26            |
| 2018–19   | Algérie                  | Baghdad Bounedjah                                | Al-Sadd SC                        | 39            |
| 2019–20   | Algérie · Qatar          | Yacine Brahimi Akram Afif                        | Al Rayyan SC Al-Sadd SC           | 15            |
| 2020–21   | Algérie                  | Baghdad Bounedjah                                | Al-Sadd SC                        | 21            |
| 2021–22   | Kenya                    | Michael Olunga                                   | Al-Duhail                         | 24            |
| 2022–23   | Kenya                    | Michael Olunga                                   | Al-Duhail                         | 22            |
| 2023–24   | Qatar                    | Akram Afif                                       | Al-Sadd                           | 26            |

### Cầu thủ
| Hạng | Cầu thủ                 | Quốc gia               | Danh hiệu | Mùa                                                                    |
| ---- | ----------------------- | ---------------------- | --------- | ---------------------------------------------------------------------- |
| 1    | Mansoor Muftah          | Qatar                  | 8         | 1973–74, 1976–77, 1977–78, 1979–80, 1981–82, 1982–83, 1983–84, 1985–86 |
| 2    | Mubarak Mustafa         | Qatar                  | 3         | 1991–92, 1992–93, 1996–97                                              |
| 2    | Younis Mahmoud          | Iraq                   | 3         | 2006–07, 2009–10, 2010–11                                              |
| 2    | Baghdad Bounedjah       | Algérie                | 3         | 2016–17, 2018–19, 2020–21                                              |
| 5    | Hassan Mattar           | Qatar                  | 2         | 1977–78, 1980–81                                                       |
| 5    | Hassan Sabela           | Qatar                  | 2         | 1986–87, 1990–91                                                       |
| 5    | Marquinho Carioca       | Brasil                 | 2         | 1989–90, 1993–94                                                       |
| 5    | Mahmoud Soufi           | Qatar                  | 2         | 1990–91, 1993–94                                                       |
| 5    | Mohammed Salem Al-Enazi | Qatar                  | 2         | 1994–95, 1999–2000                                                     |
| 5    | Alboury Lah             | Sénégal                | 2         | 1996–97, 1997–98                                                       |
| 5    | Dioko Kaluyituka        | Cộng hòa Dân chủ Congo | 2         | 2013–14, 2014–15                                                       |
| 5    | Youssef El-Arabi        | Maroc                  | 2         | 2016–17, 2017–18                                                       |
| 5    | Akram Afif              | Qatar                  | 2         | 2019–20, 2023–24                                                       |
| 5    | Michael Olunga          | Kenya                  | 2         | 2021–22, 2022–23                                                       |

| Quốc gia               | Cầu thủ | Tổng |
| ---------------------- | ------- | ---- |
| Qatar                  | 24      | 15   |
| Brasil                 | 7       | 7    |
| Algérie                | 5       | 5    |
| Maroc                  | 5       | 4    |
| Sénégal                | 3       | 2    |
| Iraq                   | 2       | 4    |
| Cộng hòa Dân chủ Congo | 2       | 1    |
| Iran                   | 6       | 1    |
| Argentina              | 1       | 1    |
| Ai Cập                 | 1       | 1    |
| Liban                  | 1       | 1    |

## Cầu thủ ghi bàn nhiều nhất lịch sử giải đấu
| Hạng | Quốc tịch              | Tên                    | Câu lạc bộ                                                | Năm thi đấu | Bàn thắng | Số lầ ra sân | Kiến tạo |
| ---- | ---------------------- | ---------------------- | --------------------------------------------------------- | ----------- | --------- | ------------ | -------- |
| 1    | Qatar                  | Sebastián Soria        | Al-Gharafa, Qatar SC, Al-Rayyan, Al-Duhail, Al-Arabi      | 2004–       | 209       | 423          | 58       |
| 2    | Qatar                  | Mansour Muftah         | Al-Rayyan, Al-Wakrah                                      | 1973–1998   | 182+      | —            | —        |
| 3    | Algérie                | Baghdad Bounedjah      | Al-Sadd                                                   | 2015–       | 150       | 157          | 41       |
| 4    | Qatar                  | Rodrigo Tabata         | Al-Rayyan, Al-Sadd                                        | 2011–       | 148       | 273          | 101      |
| 5    | Iraq                   | Younis Mahmoud         | Al-Gharafa, Al-Sadd, Al-Arabi, Al-Khor, Al-Wakrah         | 2004–2013   | 131       | 190          | 4        |
| 6    | Qatar                  | Meshal Abdullah        | Al-Gharafa, Qatar SC, Al-Wakrah, Al-Sailiya, Al-Ahli      | 1999–2010   | 123       | 354          | 28       |
| 7    | Tunisia                | Youssef Msakni         | Al-Arabi, Al-Duhail                                       | 2013–       | 105       | 178          | 60       |
| 8    | Qatar                  | Hassan Al-Haydos       | Al-Sadd                                                   | 2007–       | 99        | 328          | 86       |
| 9    | Qatar                  | Akram Afif             | Al-Sadd                                                   | 2018–       | 99        | 114          | 63       |
| 10   | Hàn Quốc               | Nam Tae-hee            | Al-Sadd, Al-Duhail                                        | 2012–2023   | 94        | 231          | 75       |
| 11   | Qatar                  | Mubarak Mustafa        | Al-Arabi SC,Al-Khor,Al-Gharafa                            | 1990–2007   | +91       | +179         | +42      |
| 12   | Cộng hòa Dân chủ Congo | Dioko Kaluyituka       | Al-Duhail , Al-Gharafa, Al-Kharaitiyat, Muaither, Al-Ahli | 2011–2017   | 84        | 121          | 12       |
| 13   | Qatar                  | Khalfan Ibrahim        | Al-Arabi , Al-Sadd, Al-Rayyan                             | 2004–2020   | 83        | 241          | 49       |
| 14   | Maroc                  | Youssef El-Arabi       | Al-Duhail                                                 | 2016–2019   | 76        | 59           | 13       |
| 15   | Burkina Faso           | Moumouni Dagano        | Al-Sailiya, Qatar SC, Al-Shamal, Al-Duhail, Al-Khor       | 2008–2015   | 72        | 158          | 20       |
| 16   | Angola                 | Akwá                   | Qatar SC, Al-Gharafa, Al-Wakrah                           | 1998–2006   | 70        | 123          |          |
| 17   | Brasil                 | Clemerson Araújo       | Al-Gharafa                                                | 2007–2010   | 68        | 84           |          |
| 18   | Kenya                  | Michael Olunga         | Al-Duhail                                                 | 2020        | 67        | 69           | 5        |
| 19   | Maroc                  | Rachid Rokki           | Al-Khor, Umm Salal                                        | 2000–2008   | 65        | 118          |          |
| 20   | Ecuador                | Carlos Tenorio         | Al-Sadd                                                   | 2003–2008   | 63        | 88           |          |
| 21   | Argentina              | Leonardo Pisculichi    | Al-Arabi                                                  | 2007–2012   | 63        | 112          | 15       |
| 22   | Burkina Faso           | Yahia Kébé             | Al-Kharaitiyat                                            | 2009–2016   | 58        | 132          | 21       |
| 23   | Croatia                | Wagner Ribeiro         | Al-Sailiya, Al-Arabi, El Jaish,Al-Ahli                    | 2009–2018   | 57        | 174          | 29       |
| 24   | Brasil                 | Cabore                 | Umm Salal, Al-Arabi                                       | 2009–2014   | 57        | 90           | 15       |
| 25   | Qatar                  | Mirghani Al Zain       | Al-Gharafa, Al-Wakrah ,Al-Sailiya                         | 1996–2019   | 57        | 420          |          |
| 26   | Brasil                 | Júlio César            | Al-Khor, Al-Ahli                                          | 2009–2016   | 56        | 117          | 13       |
| 27   | Qatar                  | Abdulgadir Ilyas Bakur | Al-Sailiya, Al-Arabi, El Jaish,Umm Salal,Al-Markhiya      | 2008–       | 55        | 184          | 39       |
| 28   | Oman                   | Amad Al-Hosni          | Qatar SC,Al-Rayyan                                        | 2005–2010   | 52        | 100          | 6        |
| 29   | Algérie                | Yacine Brahimi         | Al-Gharafa, Al-Rayyan                                     | 2019–       | 53        | 94           | 29       |
| 30   | Bờ Biển Ngà            | Yannick Sagbo          | Umm Salal                                                 | 2015–2020   | 51        | 98           | 12       |
| 32   | Algérie                | Mohamed Benyettou      | Al-Wakrah                                                 | 2019–       | 51        | 103          |          |
| 31   | Qatar                  | Ali Afif               | Al-Sadd ,Al-Duhail                                        | 2015–2020   | 50        | 269          | 34       |
| 33   | Qatar                  | Boualem Khoukhi        | Al-Sadd ,Al-Arabi                                         | 2009–       | 49        | 258          | 25       |